# Găești

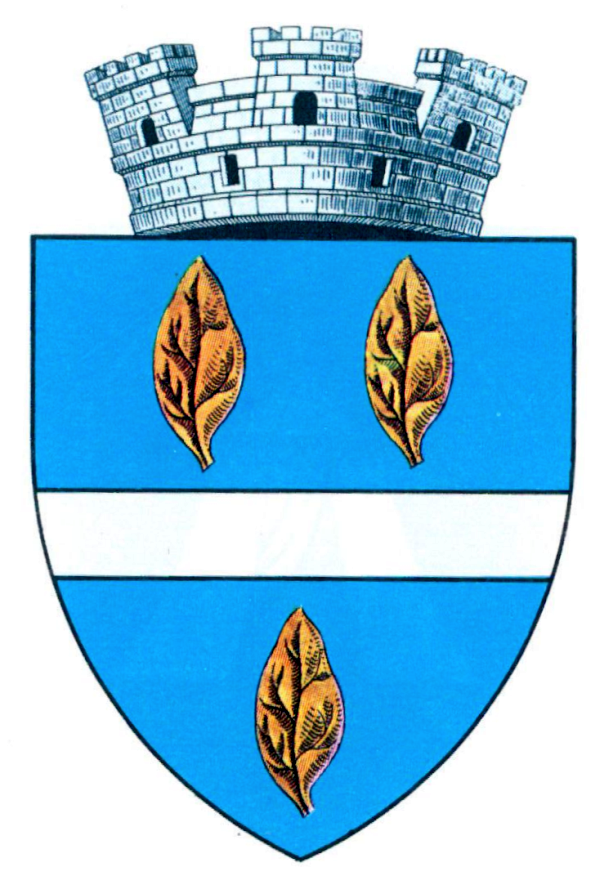
A város régi címere

Găești város  Dâmbovița megyében, Munténiában, Romániában.

## Fekvése
A megye délnyugati részén helyezkedik el, a Román Alföldön, területét két folyó fogja össze, délnyugaton az Argeș északkeleten pedig a Potopu folyó. A megyeszékhely, Târgoviște, 27 km-re, Pitești városa 38 km-re, míg a főváros, Bukarest 69 km-re található.

## Történelem
Első írásos említése 1498-ból való, IV. Nagy Radu Havasalföldi fejedelem idejéből.
1807-ben tűzvész, 1812-ben pedig pestis pusztított a településen.
1941-ben német megszállás alá került.

## Népesség
A település lakosságának alakulása az elmult száz évben:
- 1912 – 3.990 lakos
- 1930 – 5.328 lakos
- 1948 – 7.726 lakos
- 1956 – 7.179 lakos
- 1966 – 8.962 lakos
- 1977 – 12.494 lakos
- 1992 – 18.566 lakos
- 2002 – 15.585 lakos

A legutóbbi népszámlálási adatok alapján a lakosság etnikai összetétele a következő:
- Románok – 18.087 (97,4%)
- Romák – 672 (2%)
- Magyarok – 45
- Bolgárok – 32
- Törökök – 13
- Szerbek – 6
- Görögök – 4
- Németek – 2
- Oroszok – 1
- Szlovákok – 1

## Gazdaság
Évszázadokon keresztül a település gazdaságára jellemző volt a nagyon lassú fejlődés, a lakosok a mezőgazdaságból éltek. A fordulópont 1967 volt, amikor is a kommunista rezsim elrendelte a település iparosítását, rövid időn belül számos gyárat építve a városban és környékén, melyek az 1989-es rendszerváltást követően sorban mentek tönkre és zártak be, súlyos recesszióba sodorva a települést.

## Híres emberek
- Victor Bădulescu (1892 – 1953/1954) – közgazdász, a Román Akadémia tagja
- Gheorghe Zamfir (1941–) – zenész, a pánsíp világhírű mestere
- Florin Tanase – Profi labdarúgó, a Steaua Bucuresti játékosa.

## Külső hivatkozások
- A város honlapja